# 산전수전
《산전수전》(영어: Weathering The Storms)은 1999년에 개봉한 대한민국의 영화이다.

## 캐스팅
- 김규리 : 정아현 역
- 강성진 : 조교 역
- 김진 : 조교 역으로 캐스팅 됐다가 무산된 것으로 추정
- 김유리 : 정아현의 동생 역
- 진효진 : 고향기 역
- 박인환 : 아빠 역
- 안해숙 : 엄마 역
- 명계남 : 송 교수 역
- 김영임 : 병원 리포터 역
- 남병훈 : 은행 리포터 역
- 장가현 : 암벽 리포터 역
- 허기호 : 병원 의사 역
- 손민석 : 히피족 역
- 이윤건 : 스쿠버 강사 역
- 조선묵 : 암벽 강사 역
- 서동수 : 운전 강사 역
- 최홍일 : 교학과 직원 역
- 박다래 : 병원 소녀 역
- 류덕환 : 수영장 소년 역
- 천정하 : 강변 어머니 역
- 윤준호
- 이승철